# Bolquère
Bolquère (Catalaans: Bolquera) is een gemeente in het Franse departement Pyrénées-Orientales (regio Occitanie) en telt 779 inwoners (2004). De plaats maakt deel uit van het arrondissement Prades. In de gemeente ligt spoorwegstation Bolquère - Eyne.

## Geografie
De oppervlakte van Bolquère bedraagt 17,6 km², de bevolkingsdichtheid is 44,3 inwoners per km².

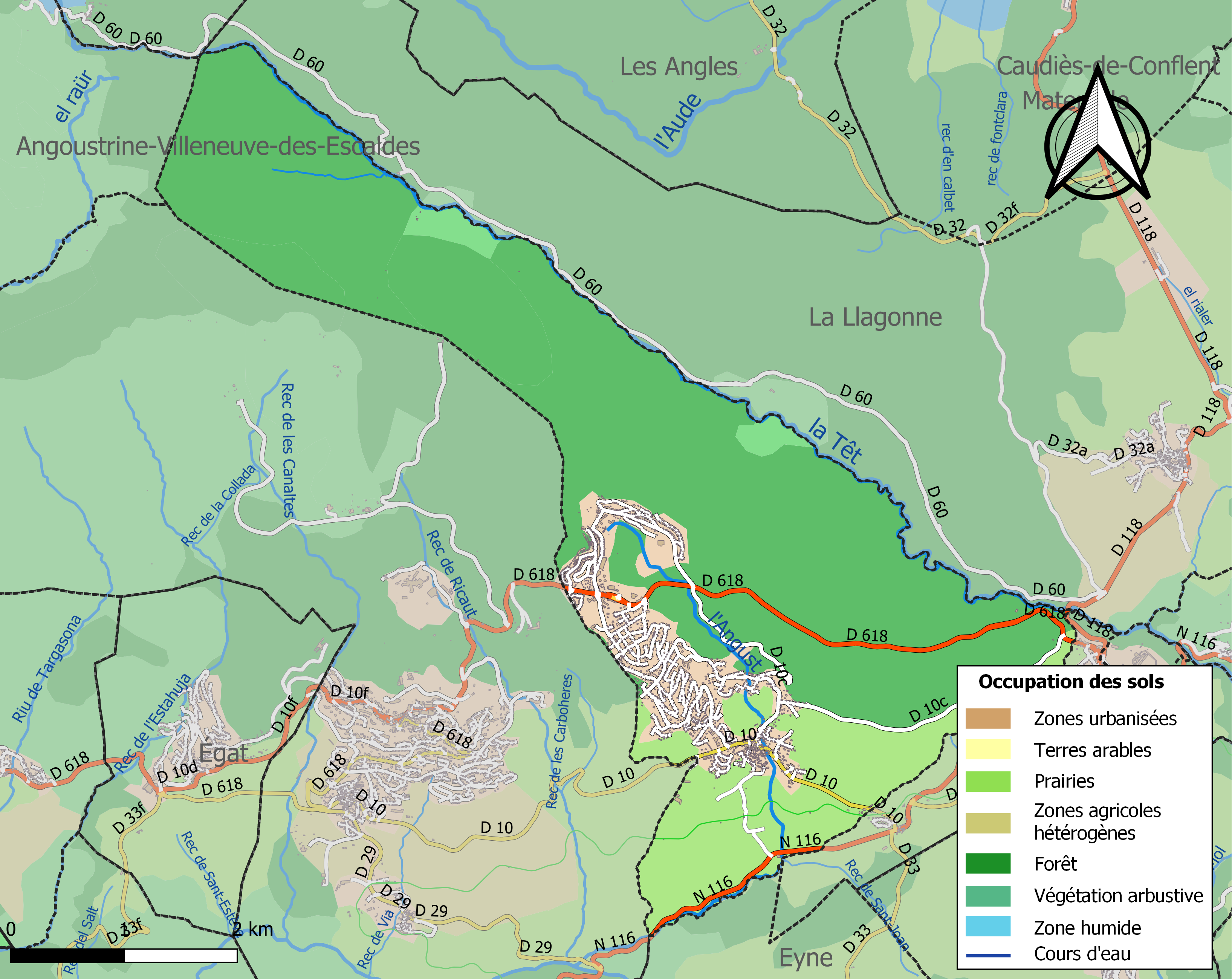
Kaart van de gemeente met de belangrijkste infrastructuur, bodemgebruik en omliggende gemeenten

## Demografie
Onderstaande figuur toont het verloop van het inwonertal (bron: INSEE-tellingen).